# Куртішоара (Горж)
Куртішоара (рум. Curtișoara) — село у повіті Горж в Румунії. Адміністративно підпорядковане місту Бумбешть-Жіу.
Село розташоване на відстані 228 км на захід від Бухареста, 10 км на північний схід від Тиргу-Жіу, 93 км на північ від Крайови.

## Населення
За даними перепису населення 2002 року у селі проживали 787 осіб, з них 786 осіб (99,9%) румунів. Усі жителі села рідною мовою назвали румунську.